# Мартин, Мэйделин
Мэйделин Элизабет Мартин (англ. Madeleine Elizabeth Martin; род. 15 апреля 1993, Нью-Йорк, США) — американская актриса. Наиболее известна своей ролью Ребекки Муди в телесериале канала «Showtime» «Блудливая Калифорния».

## Биография
Мэйделин родилась в Нью-Йорке, 15 апреля 1993 года. Так как её мать родом из Канады, имеет два гражданства — США и Канады. Училась в Школе американского Балета в Нью-Йорке.
Впервые в роли актрисы попробовала себя в бродвейском национальном туре «Звуки музыки» с Ричардом Чемберленом в 7 лет. Через 2 года она сыграла маленькую Козетту в мюзикле «Отверженные». В возрасте 10 лет ей дали главную роль в мюзикле на Бродвее «Один день из смерти Джо по прозвищу Сидень». Она также участвовала в пьесе «Человек-подушка».
Впервые Мэйделин появилась на телеэкране в 2003 году в сериале «Закон и порядок» в роли Энни. Также в 2003 году Мэйделин озвучила персонажа Джоджо в мультсериале «Цирк Джоджо». В 2004 году появилась в телесериале «Закон и порядок: Специальный корпус». В 2005 году появилась в телесериале «Королева экрана» в роли Иваны Чарльз. В 2007 году актрису приглашают сняться в сериале «Блудливая Калифорния» в роли Бекки Муди. В 2010 году снялась в одной из главных ролей в фильме «Легендарный», вместе с Джоном Сина. За эту роль она подверглась критике.
В 2012 году появилась в эпизоде 7 сезона телесериала «Мыслить как преступник». С 2014 по 2015 год снималась в телесериале «Хемлок Гроув» в роли Шелли Годфри (заменив актрису Николь Буавен во 2 и 3 сезонах). Появилась в гостевой роли в телесериале «Хорошая жена».

## Фильмография
| Год       |    | Русское название                           | Оригинальное название             | Роль                  |
| --------- | -- | ------------------------------------------ | --------------------------------- | --------------------- |
| 2003—2008 | с  | Закон и порядок                            | Law & Order                       | Энни / Эмма Уоксман   |
| 2003—2011 | мс | Цирк Джоджо                                | JoJo’s Circus                     | Джоджо                |
| 2004      | с  | Закон и порядок: Специальный корпус        | Law & Order: Special Victims Unit | Эйприл                |
| 2005      | с  | Королева экрана                            | Hope & Faith                      | Ивана Чарльз          |
| 2006      | мф | Ледниковый период 2: Глобальное потепление | Ice Age: The Meltdown             | дополнительные голоса |
| 2007      | в  | —                                          | Night of the Living Cat Girl      | Хитоми                |
| 2007—2014 | с  | Блудливая Калифорния                       | Californication                   | Ребекка «Бекка» Муди  |
| 2010      | ф  | Легендарный                                | Legendary                         | Лули Стрингфеллоу     |
| 2011—2017 | мс | Время приключений                          | Adventure Time                    | Фионна                |
| 2012      | с  | Мыслить как преступник                     | Criminal Minds                    | Лара Хитридж          |
| 2012      | ф  | Искатели                                   | The Discoverers                   | Зои                   |
| 2012      | ф  | Прибежище                                  | Refuge                            | Люси                  |
| 2014      | тф | —                                          | My Daughter Must Live             | Кэти О’Мэлли          |
| 2014      | с  | Хорошая жена                               | The Good Wife                     | Джоди Милем           |
| 2014—2015 | с  | Хемлок Гроув                               | Hemlock Grove                     | Шелли Годфри          |
| 2019      | с  | Удивительная миссис Мейзел                 | The Marvelous Mrs. Maisel         | Мэйделин              |
| 2020      | с  | Чем мы заняты в тени                       | What We Do in the Shadows         | Люси                  |